# Mount-Etna-Caves-Nationalpark
Der Mount-Etna-Caves-Nationalpark (engl.: Mount Etna Caves National Park) ist ein Nationalpark im Osten des australischen Bundesstaates Queensland. Er liegt 544 Kilometer nordwestlich von Brisbane und 26 Kilometer nördlich von Rockhampton.

## Geschichte
Die Archer Brothers, Siedler in der Gegend um Rockhampton in den 1850er-Jahren, benannten den Mount Etna nach dem Ätna in Sizilien. 1914 bis 1939 gewann man aus den Höhlen Guano und ab 1925 baute man auch Kalkstein ab. Im Zweiten Weltkrieg trainierten Kommandos der Australian Army hier. 1975 wurde der Nationalpark zum Schutz der Höhlen gegründet.

## Landesnatur
Der Mount Etna besteht aus Kalkstein und besitzt neben den Felsstufen auch Karsthöhlen in seinem Inneren. Das Gebiet war einmal von einem flachen Meer überschwemmt, in dem sich Korallenriffe bildeten. Als der Meeresspiegel fiel, zeigte sich der Berg in der heutigen Form.

## Fauna
Die Karsthöhlen nutzen mehr als 80 % einer in Australien vorkommenden Glattnasenart (Miniopterus australis) als Schlafplatz. Die Kolonie besteht im Sommer aus etwa 100.000 Weibchen. Dies ist auch eine der wenigen Stellen in Australien, an denen man eine Kolonie der gefährdeten  australischen Gespenstfledermaus beobachten kann.

## Einrichtungen und Zufahrt
Das Zelten im Park ist nicht gestattet. Es gibt etliche angelegte Wanderwege und auch geführte Touren durch die Höhlen.
Der Nationalpark ist vom Bruce Highway (Ausfahrt The Caves) zu erreichen. Der Zugang zu den Höhlen ist beschränkt, um die Tiere zu schützen. Einige Höhlen dürfen gar nicht betreten werden.